# Ströbohög

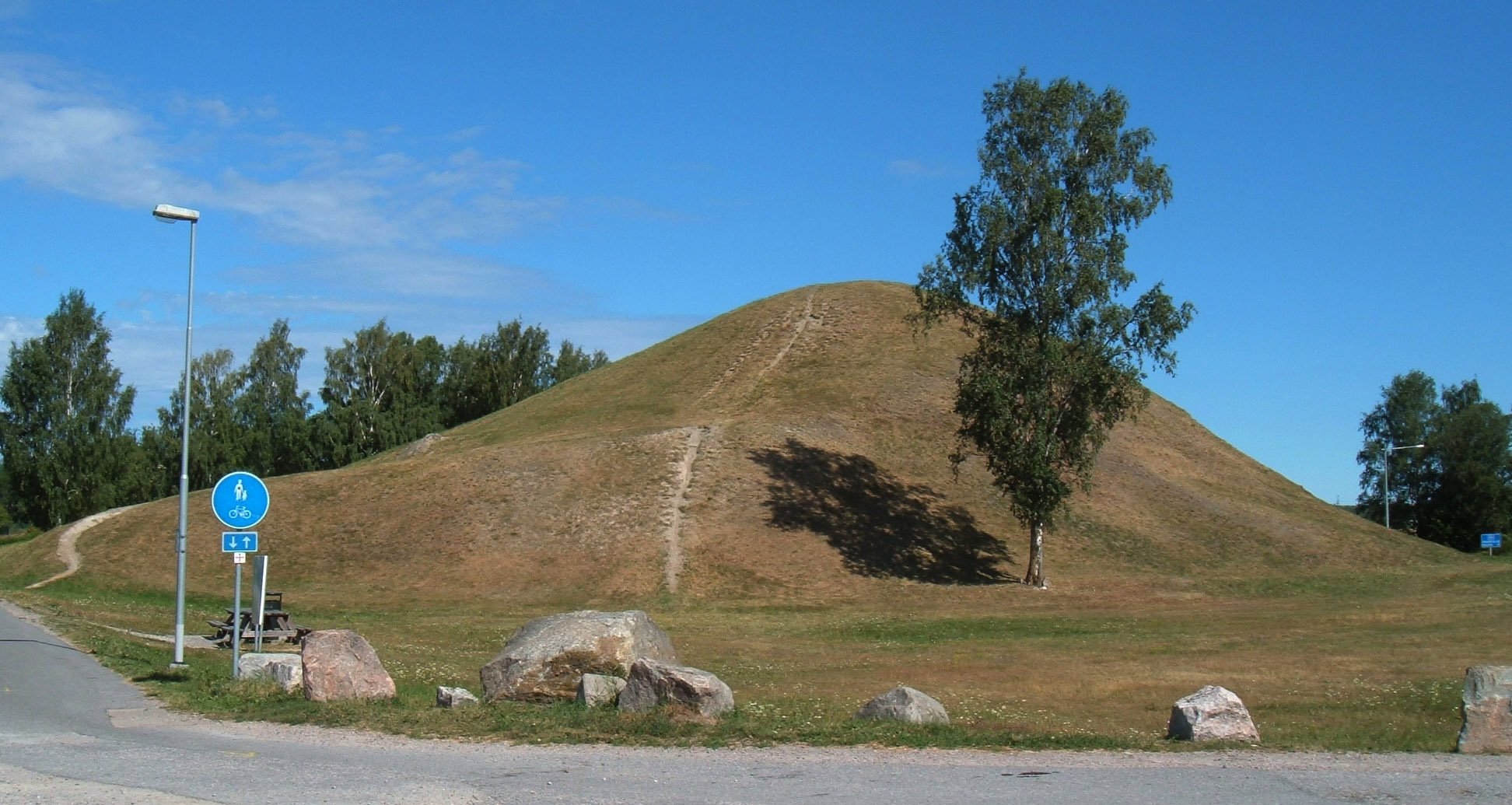
Ströbohög

Ströbohög är en gravhög i Köpings socken. Den är belägen strax nordväst om Köping invid länsväg 250 mot Kolsva. Högen är 40 meter i diameter och cirka 10 meter hög, men kan ha varit större när den anlades. Den är en av de största storhögarna i landet och av samma typ som Anundshögen utanför Västerås och Uppsala högar.
Högen låg där den medeltida Eriksgatan och transportvägen till Bergslagen gick och invid kungsgården i Strö. 
Den ligger i ett större fornlämningsrikt område längs Köpingsåsen med bland annat flera mindre gravhögar, gravfält och boplatser. I området har man bland annat funnit ett bronsspänne, eldstål, glaspärlor och lerkärlsfragment från yngre järnåldern och man tror att högen anlades under denna tid.
Under 1800-talet schaktades stora delar av den omgivande åsen bort men högen räddades tack vare bland annat fornforskaren Richard Dybeck. Tidigare anlades under en period av 150 år Valborgsmässoeldar på högens krön.
Enligt tradition, tidigast nedtecknad 1667, finns i högen en stuga av ekvirke som vaktas av en drake och där det ibland brinner ljus.